# Acanthopriapulus horridus
Acanthopriapulus horridus (лат.) — вид морских беспозвоночных из семейства Priapulidae класса приапулид, единственный в составе рода Acanthopriapulus.

## Описание
Червеобразные организмы. На туловище 30 кольцевых аннул. Развит булавовидный хвост. Питание смешанное с преобладанием хищничества.

## Распространение
Обитают в южной части Тихого или в Южном океане, на побережье Новой Зеландии и Южной Америки. Глубина, на которой встречается вид, составляет 80—120 м.